# Bundesstraße 491
Die Bundesstraße 491 (Abkürzung: B 491) ist eine deutsche Bundesstraße in Baden-Württemberg.

## Geschichte
Die Landstraße zwischen Tuttlingen und Engen wurde 1752 erbaut. Sie wurde 1901 als badische Staatsstraße Nr. 59 bezeichnet. Anfang der 1970er Jahre wurde diese Straße als Bundesstraße eingerichtet, um die Verbindung von Tuttlingen nach Engen zu verbessern.